# 沈璋大家庭数字档案馆
沈璋大家庭数字档案馆位于江苏省南京市溧水区永阳镇沈璋大住宅中，为江苏省首个家庭数字档案馆。

## 馆长
沈璋大出生于1932年左右，常州武进人，历任过溧水县委副书记、副县长、常务副县长、县人大常委会主任、县政协主席等职，1993年退休。沈璋大退休前就在积累各类档案，退休后沈璋大购买电脑、数码相机、彩色打印机、扫描仪等设备，学习数码拍照、电脑打字、软件操作等。退休后拍了6000多张照片，也将档案数码化储存。

## 收藏
沈璋大的家庭档案有六大类别，还有珍藏工作记录73册,报纸剪贴5册,1220页面，还保存有像章、旧币、粮票、布票等10类物品。
6000多张照片被装订成34个《岁月映辉》册集。

## 举办活动
- 国际档案日活动

参见：档案日活动的视频报道 （页面存档备份，存于）
2015年6月8日，江苏省档案局在沈璋大家召开了江苏省纪念6.9“国际档案日”现场新闻发布会，江苏省档案局副局长、新闻发言人张姬雯出席新闻发布会。